# Nader Rahy
Nader Rahy (* 9. April 1974) ist ein deutscher Songwriter und Musiker aus West-Berlin.

## Biografie
Im Alter von zwölf Jahren fing Rahy an, sich das Schlagzeugspielen beizubringen. Als 16-Jähriger war er Sänger und Gitarrist einer Rockabilly-Band. Er wurde Sänger und Songwriter der Band Nada Brama, die im Jahr 2000 den international ausgetragenen Band-Wettbewerb Emergenza gewann, bei dem Rahy auch als „bester Sänger“ ausgezeichnet wurde.
Im Jahr 2002 wurde er Gitarrist in der Band der deutschen Popsängerin Nena. In den darauffolgenden Jahren war er in der Band als Live- und Studiomusiker wie auch als Komponist tätig; Nader wurde für seine Zusammenarbeit mit Nena in dieser Zeit mehrfach mit Gold und Platin ausgezeichnet. Im Jahr 2009 veröffentlichte Rahy mit seiner Band Officer I’m High ein selbstbetiteltes Debüt-Album beim Berliner Independent-Label MKZwo. Für den 2009 erschienenen Kinofilm Die Piloten, in dem die Arbeit Christoph Schlingensiefs dokumentiert wird, komponierte und produzierte er einen Großteil der Soundtrack-Musik. Der Song Holy War aus dem Album seiner Band wurde zum Titelsong des Films. Ende des Jahres 2009 schrieb und produzierte Rahy die Musik für die vierteilige im ZDF gesendete TV-Serie Liebe ohne Grenzen.
Rahy spielte Schlagzeug auf Tourneen oder Tonträgern von diversen Bands wie Warren Suicide und Silberrücken und stieg im Jahr 2010 bei der Band Kingdom Come von Lenny Wolf ein, für die er bis 2014 trommelte.
Im Jahr 2013 nahm er an der dritten Staffel der deutschen Gesangs-Castingshow The Voice of Germany teil. Er kam unter die besten sechs Kandidaten der Gruppe von Coach Nena und damit insgesamt unter die besten 24 Teilnehmer.
Kurz darauf veröffentlichte er in Eigenregie sein erstes Soloalbum. Im Oktober 2021 veröffentlichte er sein zweites Soloalbum IAMLOVE über sein Label IAMLOVE Records.
Seit 2021 spielt Rahy in der Band von Nena, in der er bis dato Gitarrist war, bis heute Schlagzeug.